# Fichier des comptes bancaires et assimilés
Le fichier des comptes bancaires et assimilés (FICOBA) recense en 2018, selon la Commission nationale de l'informatique et des libertés (CNIL), 80 millions de personnes physiques, françaises ou étrangères, détenant un compte dans un établissement français.

## Service
Ce fichier sert à recenser les comptes de toute nature ouverts en France ou à des résidents fiscaux français par des établissements exerçant en France en libre prestation de services et les coffres-forts. Il permet de fournir aux personnes habilitées des informations sur les comptes détenus par une personne ou une société.
FICOBA est principalement utilisé dans un but fiscal par la direction générale des Finances publiques (DGFiP). Il est notamment utilisé par les trésoreries-amendes pour recouvrer les titres exécutoires des amendes prononcées par décision de justice ou par les officiers du ministère public en cas de majoration d'une amende forfaitaire.
FICOBA permet aussi de lutter contre certaines tentatives de fraudes (basées sur des tentatives de faire croire à un payeur qu'un compte bancaire a changé).

## Consultation
Peuvent consulter ce fichier, uniquement les personnes ou organismes habilités par la loi dans le cadre de leurs missions.
Ces personnes sont entre autres :
- certains agents des Douanes et des Impôts ;
- les agents des organismes de Sécurité sociale (prévention de la fraude) ;
- les autorités judiciaires : les parquets, les juges d'instruction et les officiers de police judiciaire (OPJ) ;
- la Banque de France ;
- les huissiers de justice ;
- les notaires ;
- indirectement et sur demande, le requérant pour des éléments sur sa propre personne et les héritiers d'une personne décédée.